# Antonio de Béthencourt y Massieu
Antonio de Béthencourt y Massieu (Las Palmas de Gran Canaria, 16 de noviembre de 1919-ibídem, 30 de marzo de 2017) fue un historiador e investigador español. Fue catedrático de historia moderna, rector de la Universidad de La Laguna y decano de la Facultad de Geografía e Historia de la Universidad Nacional de Educación a Distancia.

## Biografía
Nació en el barrio de Vegueta de Las Palmas de Gran Canaria el 16 de noviembre de 1919. Se trasladó a Madrid para realizar sus estudios universitarios. En 1941 ingresó como socio del Ateneo de Madrid, donde entabló amistad con Carmen Laforet y Miguel Artola, entre otros personajes de la vida cultural española.
Se licenció en Filosofía y Letras por la Universidad Complutense de Madrid, y en 1953, se doctora en la misma universidad. En 1949, inicia su labor docente como profesor adjunto en la Universidad Central de Santiago de Compostela, hasta 1958, año en el que comienza a trabajar como profesor adjunto en la Universidad de Valladolid. Entre 1975 y 1980 fue catedrático y rector de la Universidad de La Laguna. Entre 1980 y 1987 fue catedrático de la UNED en Madrid, siendo decano de la Facultad de Geografía e Historia de esta universidad entre 1982 y 1987.

### Carrera universitaria

#### Etapa en la Universidad de Valladolid
Comenzó a trabajar como profesor adjunto en esta universidad en 1958, donde llegó a estar al frente de la Secretaría de Estudios para Extranjeros y de la Dirección de la Cátedra de Historia y Estética de la Cinematografía'. También fue partícipe de su servicio de publicaciones. Dirigió varias tesis doctorales, entre ellas la de Teófanes Egido, Opinión pública y oposición al poder en la España del siglo XVIII (1713-1759).

#### Etapa en la Universidad de La Laguna
En 1975 es nombrado catedrático de historia moderna por la Universidad de La Laguna, donde quiso formar un grupo de historiadores para la investigación de la historia regional de Canarias. Manifestó su preocupación por la limitación de la investigación al contexto de las Islas Canarias, llegando a manifestar que el objetivo de este grupo de investigación regional no se limitaba exclusivamente a estas, «sino otro bastante más amplio, como pueda ser el de las interrelaciones de las mismas con su mar circundante y los continentes». Esto coincidió con su nombramiento como director de la Revista de Historia de Canarias. Este grupo de historiadores se compuso por los especialistas en historia moderna ―Manuel Lobo Cabrera, María Elisa Torres Santana, Vicente Suárez Grimón, Antonio Manuel Macías Hernández, Julián Escribano Garrido, y Francisco Fajardo Spinola― y los especialista en historia contemporánea ―Alberto Sánchez de Enciso y Valero, María Teresa Noreña Salto, Oswaldo Brito González, J. Hernández García y Manuel de Paz Sánchez―; este último grupo abarcó dos líneas prioritarias, por un lado, el Sexenio Revolucionario y la Restauración borbónica en Canarias, y por el otro, el movimiento obrero en Canarias, la emigración canaria a Hispanoamérica y la francmasonería. Dirigió las tesis doctorales de la mayoría de los investigadores citados.
Conforme a la vertiente metodológica de la época, planteó la realización de estudios y monografías de ámbito local, a partir de los cuales se llegaría a conclusiones generales. Esto, junto a la creación del grupo de historiadores, supuso la creación del Departamento de Historia Moderna y Contemporánea de la universidad.
Rectorado
Béthencourt comienza su andadura administrativa en la Universidad de La Laguna como secretario de la Facultad de Filosofía y Letras. Posteriormente fue nombrado vicerrector de Extensión Universitaria, hasta que fue elegido rector durante el periodo 1974-1979. Su labor como rector se centró en tres focos:
1. Dotar a la universidad de nuevos estudios y de los medios necesarios para la docencia y la investigación.[4]
2. Alcanzar convenios con los cabildos insulares de Gran Canaria y Tenerife para obtener suelo y ayudas para la construcción de nuevos edificios.[4]
3. Fomentar y desarrollar la investigación, aprovechando los 187 millones de pesetas que Adolfo Suárez destinó al plan de investigación sobre el desarrollo económico canario.[9]

También promovió la creación de la Universidad Politécnica de Las Palmas, en la que se integraron las Escuelas Técnicas Superiores de Arquitectura y de Ingenieros industriales y de la Escuela Universitaria Técnica y de Ingeniería Técnica Agrícola de La Laguna, todas ellas dependientes de la Universidad de La Laguna y la Escuela Universitaria de Informática.

#### Etapa en la Universidad Nacional a Distancia
Como catedrático de la UNED dirigió más de sesenta tesinas y ocho tesis doctorales, en las que se abordan estudios realizados desde Andalucía, Aragón, Cataluña, Galicia y el País Vasco, tales como la de José Antonio Gracia Guillén, Reformas borbónicas en la Universidad de Huesca, y la de José Antonio Moreiro, Agustín Millares Carlo: el hombre, el sabio.
Fue el creador del Seminario de Estudios Históricos de Canarias en el centro asociado de la UNED en Las Palmas de Gran Canaria, del que fue director. Fue nombrado vicedecano, y posteriormente decano, de la Facultad de Geografía e Historia de la UNED. Fue nombrado profesor emérito por la UNED.
Decanato
Como decano de la UNED formó parte del Claustro Constituyente formado para la elaboración de la Ley de Reforma Universitaria. Intervino tanto en la comisión para la redacción de los estatutos, como en la del reglamento.

### Fallecimiento
Antonio de Béthencourt y Massieu falleció el 30 de marzo de 2017. La directora de la Casa de Colón, Elena Acosta, lamentó su fallecimiento y declaró que «Antonio de Béthencourt ha sido uno de los padres indiscutibles de la historiografía de Canarias y la Casa de Colón era su hogar y él nuestra bandera».

### Vida personal
Estuvo casado con María de los Ángeles Arijón Junquera (1929-16 de octubre de 2019).

## Premios y reconocimientos
A lo largo de su vida, Antonio de Béthencourt y Massieu ha recibido diferentes premios y reconocimientos. En 1989 recibió el Premio Canarias al acervo histórico. Fue reconocido como hijo predilecto de Las Palmas de Gran Canaria. También ha obtenido la Medalla de Oro de la Universidad de La Laguna.